# Lambda Andromedae
Lambda Andromedae – gwiazda w gwiazdozbiorze Andromedy, znajdująca się w odległości 86 lat świetlnych od Słońca.

## Nazwa
Nazwa własna gwiazdy, Udkadua, pochodzi od sumeryjskiego wyrażenia UD.KA.DU8.A, oznaczającego „demona burzy z otwartą paszczą”. Pochodzi od babilońskiej konstelacji, wykorzystywanej w pomiarze czasu przez co najmniej 1000 lat; ta konkretnie gwiazda wyobrażała piętę owego demona. Międzynarodowa Unia Astronomiczna w 2025 formalnie zatwierdziła użycie nazwy Udkadua dla określenia tej gwiazdy.

## Charakterystyka obserwacyjna
Jest jedną z jaśniejszych gwiazd Andromedy, choć znajduje się dość daleko od najjaśniejszych gwiazd konstelacji. Chińczycy zaliczali ją, podobnie jak inne gwiazdy zachodniej części Andromedy i Jaszczurki, do swojego gwiazdozbioru „latającego węża” (chiń. 騰蛇; pinyin Téngshé). Jej absolutna wielkość gwiazdowa to 1,70m, wielkość obserwowana zaś typowo jest równa 3,81m. Jest to jedna z najjaśniejszych na ziemskim niebie gwiazd typu RS Canum Venaticorum, a jej wielkość obserwowana zmienia się w granicach 3,69–3,97m.

## Charakterystyka fizyczna
Lambda Andromedae jest gwiazdą spektroskopowo podwójną o okresie obiegu obydwu składników 20,5212 dnia. Większa część światła jest emitowana przez jaśniejszy składnik, który jest żółtym podolbrzymem należącym do typu widmowego G8. Ma on temperaturę około 4900 K, promień około 6,6 R☉, masę blisko dwukrotnie większą od słonecznej. Ma około miliard lat i zakończywszy syntezę wodoru w hel zmienia się w olbrzyma.
Gwiazdy typu RS Canum Venaticorum cechuje silne oddziaływanie pływowe pomiędzy składnikami układu podwójnego. W efekcie ich okresy obrotu i obiegu dążą do zrównania, co nie nastąpiło jeszcze w układzie Lambda Andromedae – mniejszy składnik wciąż jeszcze przyspiesza obrót większego. W efekcie oddziaływania układ odznacza się zwiększoną aktywnością magnetyczną, ma także bardzo gorącą koronę gwiazdową (analog korony słonecznej), której temperatury sięgają 10–40 milionów kelwinów. Dzięki temu jest widoczna dla radioteleskopów i użyteczna przy korelowaniu obserwacji radiowych i optycznych.
Lambda Andromedae ma trzy optyczne towarzyszki od 11 do 13 wielkości gwiazdowej. Prawdopodobnie ich sąsiedztwo na niebie jest tylko przypadkowe. Składnik „C” znajduje się w znacznie większej odległości niż Lambda Andromedae i ma inny ruch własny.